# Ponte em caixão metálico

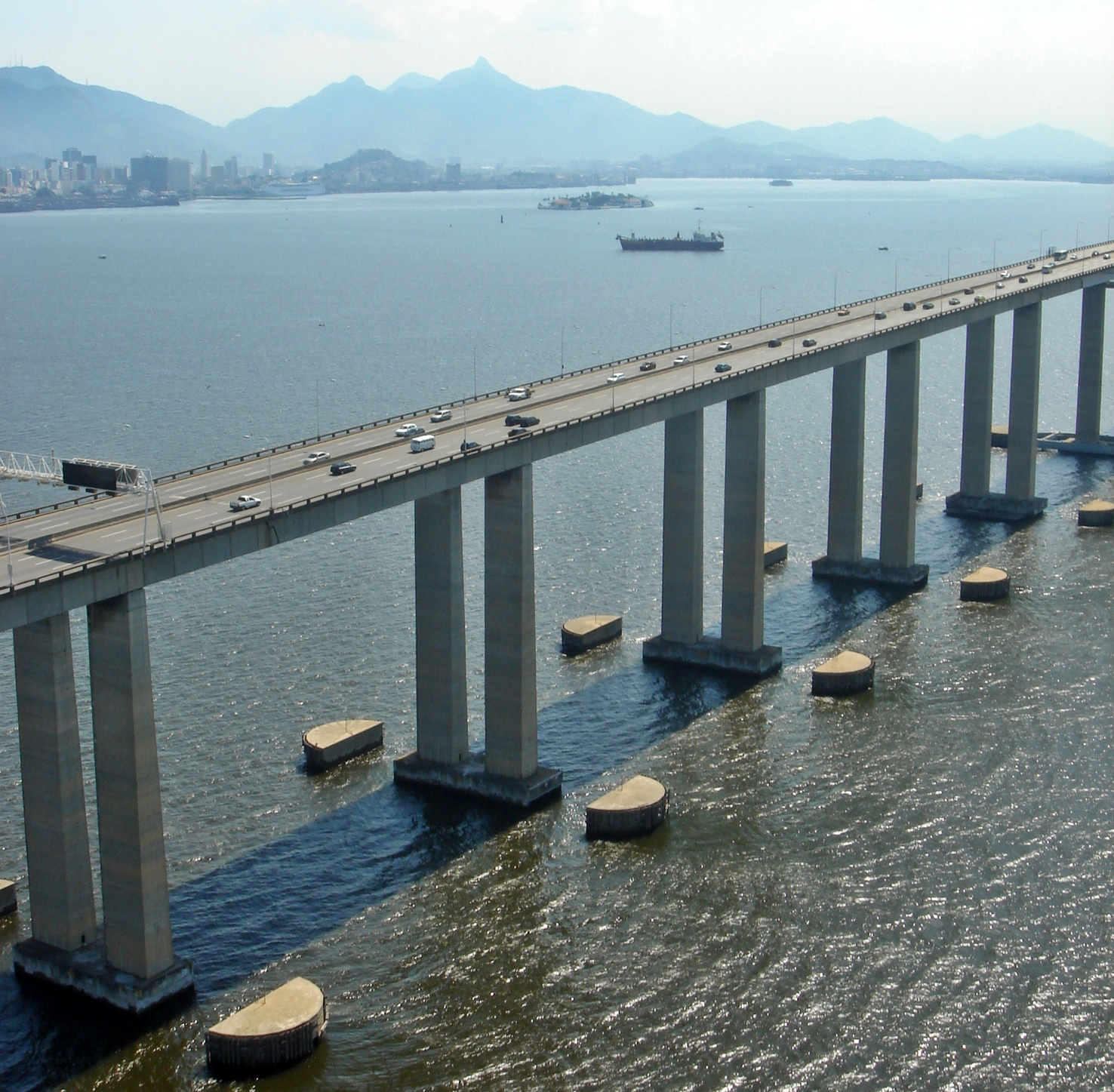
A Ponte Rio-Niterói é um exemplo de ponte em caixão metálico

Ponte em caixão metálico é um tipo de ponte em que as vigas principais são compostas por vigas em forma de caixa oca. A viga de caixão normalmente compreende concreto protendido, cantoneira ou um composto de aço e concreto armado. A caixa é tipicamente retangular ou trapezoidal em seção transversal. As pontes de viga de caixão metálico são comumente usadas para viadutos de rodovias e para estruturas elevadas modernas de transporte ferroviário leve. Embora a ponte de viga caixão seja normalmente uma forma de ponte de viga, as vigas caixão também podem ser usadas em pontes estaiadas e outras pontes.